# هيدينوري تابتا
هيدينوري تابتا (باليابانية: 田端 秀規) (15 أغسطس 1970 في محافظة آوموري في اليابان – )؛ هو لاعب كرة قدم سابق كان يلعب كمهاجم.

## وصلات خارجية
- هيدينوري تابتا على موقع رابطة كرة القدم اليابانية للمحترفين (اليابانية)